# 印度虎鮋
印度虎鮋（学名：Minous dempsterae）為輻鰭魚綱鮋形目鮋亞目毒鮋科的其中一種，為熱帶海水魚，分布於西印度洋阿曼灣、巴基斯坦、印度西北部海域，棲息深度5-117公尺，體長可達15公分，棲息在泥底質底層水域，生活習性不明，具有毒性。

## 扩展阅读
維基物種上的相關：印度虎鮋